# Haworthia heidelbergensis var. scabra
Haworthia heidelbergensis var. scabra és una varietat de Haworthia heidelbergensis del gènere Haworthia de la subfamília de les asfodelòidies.

## Descripció
Haworthia heidelbergensis var. scabra és una varietat més petita de Haworthia heidelbergensis fins a 3 cm d'alçada. Les fulles solen tenir un color verd molt fosc; són suberectes, lleugerament escabrides. Aquesta varietat és més fàcil de cultivar i aviat forma fillols.

## Distribució i hàbitat
Aquesta varietat creix a la província sud-africana del Cap Occidental, i la seva àrea de distribució és força gran i és molt més freqüent que la var. heidelbergensis. Creix des de l'àrea de Drew al nord fins a l'àrea de Potberg al sud. A l'àrea de Drew, es creix conjuntament (i s'integra) amb maraisii, de vegades no és fàcil distingir quina és quina. H. heidelbergensis var. scabra hauria de tenir fulles erectes de color verd més clar amb zones finals més translúcides i molt sovint forma grups més grans. A l'àrea de Bonnievale s'integra amb meiringii. A l'àrea de Potberg al riu Lower Breede està creixent una estranya forma de maraisii-heidelbergensis var. scabra-floribunda que va ser ser descrita per Hayashi com henda.
En el seu hàbitat són molt més difícils de trobar, creixen ben amagades entre molses i líquens.

## Taxonomia
Haworthia heidelbergensis var. scabra va ser descrita per M.B.Bayer i publicat a Haworthia Revisited: 82, a l'any 1999.
Etimologia
Haworthia: nom en honor del botànic britànic Adrian Hardy Haworth (1767-1833).
heidelbergensis: epítet geogràfic que fa referència al lloc on es va trobar per primera vegada a Heidelberg.
var. scabra: epítet llatí que significa "aspre, escabrós".
Sinonímia
- Haworthia scabrida Breuer, Gen. Haworthia 1: 8 (2010).
- Haworthia mirabilis var. scabra (M.B.Bayer) M.B.Bayer, Haworthia Update 7(4): 35 (2012).
- Haworthia rossouwii var. scabra (M.B.Bayer) Breuer, Alsterworthia Int. 16(2): 6 (2016).[6]